# Lansach
Lansach je naselje v Občini Belšak v Okraju Beljak-dežela na Koroškem v Avstriji.